# Tewantin-Nationalpark
Der Tewantin-Nationalpark (englisch Tewantin National Park) ist ein 13 Quadratkilometer großer Nationalpark in Queensland, Australien. Er besteht aus fünf einzelnen Arealen westlich von Noosa Heads in der Region Wide Bay-Burnett im Hinterland der Sunshine Coast etwa 115 Kilometer nördlich von Brisbane und 125 Kilometer südlich von Hervey Bay.

## Lage
Von Cooroy am Bruce Highway folgt man der Cooray Noosa Road Richtung Tewantin und Noosa Heads. Unmittelbar nach Tinbeerwah durchquert man den Nationalpark. In Tinbeerwah zweigt eine Straße zum Mount Tinbeerwah ab, zwei Kilometer weiter erreicht man die Wooroi-Picknickarea. Kampieren ist nicht erlaubt, aber es gibt ausgewiesene Wanderwege. Klettern, Mountainbiken und Reiten ist ebenfalls möglich.
In der Nachbarschaft liegen die Nationalparks Mount-Pinbarren, Great-Sandy und Noosa.

## Flora und Fauna
Der Nationalpark schützt küstennahen subtropischen Regenwald, lichten Eukalyptuswald und die letzten Reste von Wallumheide zwischen Noosa und Cooray. Der Mount Tinbeerwah (265 m) ist ein erstarrter Lavadom,  der durch vulkanische Aktivität vor Millionen von Jahren entstanden ist. In dessen Umgebung findet sich der bedrohte Swamp Stringybark (Eucalyptus conglomerata) mit seinem verzweigten Stamm, grauer, fasriger Borke und Büscheln von weißen Blüten.
Zahlreiche Amphibien leben im Park, darunter der beinahe gefährdete (engl. near threatened) Tusked Frog (Adelotus brevis) und die gefährdeten oder bedrohten Green Thighed Frog (Litoria brevipalmata), Wallum Froglet (Crinia tinnula) und Giant Barred Frog (Mixophyes iteratus). Über 70 verschiedene Vogelarten wurden im Park beobachtet, darunter viele Honigfresser und Südseegrasmücken aber auch der beinahe gefährdete Rostbrauen-Baumrutscher (Climacteris erythrops).